# Domaine de Tateyama
Le domaine de Tateyama (館山藩, Tateyama-han) est un domaine féodal japonais de l'époque d'Edo situé dans la province d'Awa, actuelle préfecture de Chiba) dont le centre se trouve au château de Tateyama dans ce qui est maintenant la ville de Tateyama.

## Histoire
Presque toute la péninsule de Bōsō est sous le contrôle du puissant clan Satomi durant l'époque Sengoku. Les Satomi ont livré de nombreuses batailles avec le clan Go-Hōjō d'Odawara pour s'assurer le contrôle de la région de Kantō. En 1580, Yoriyoshi Satomi construit le château de Tateyama au sud de la province d'Awa pour protéger les parties méridionales de ses territoires et accroître le contrôle des entrées dans la baie de Tokyo. Le château est reconstruit par son fils Satomi Yoshiyasu en 1588.
À la suite du siège d'Odawara en 1590, la région de Kantō est attribuée à Tokugawa Ieyasu qui confirme les Satomi comme daimyōs des provinces d'Awa et Kazusa avec des revenus de 92 000 koku. À la suite de la bataille de Sekigahara, Yoshiyasu Satomi prend aussi le contrôle du district de Kashima dans la province de Hitachi, ce qui augmente son capital de 122 000 koku. Après sa mort en 1603, son fils Satomi Tadayoshi hérite du domaine. Mais Tadayoshi Satomi, uni à Ōkubo Tadachika par le réseau des mariages, est impliqué dans l'« incident Ōkubo Nagayasu » de 1614 que le shogunat Tokugawa prend comme prétexte pour abolir le domaine de Tateyama et dissoudre le clan Satomi.
Le 18 septembre 1781, le shogun Ieharu Tokugawa, sur la recommandation de son conseiller Tanuma Okitsugu, accorde une possession de 3 000 koku dans le sud de la province d'Awa à son page Inaba Masaaki, ce qui, ajouté aux 2 000 koku d'Awa et aux 5 000 koku des provinces de Kazusa et Hitachi, lui permet d'accéder au statut de daimyō. Il reconstruit le château de Tateyama et ses descendants gouvernent le domaine rénové jusqu'à la restauration de Meiji.
Durant la période du Bakumatsu, Inaba Masami occupe plusieurs postes importants au sein de l'administration du shogunat Tokugawa. Mais il se retire à l'occasion de la guerre de Boshin et Inaba Masayoshi, son successeur, prête serment au nouveau gouvernement de Meiji. Mais en retour, la marine de Tokugawa sous le commandement de Takeaki Enomoto envahit Tateyama et s'en sert comme base pour attaquer les forces de l'alliance Satchō dans la province de Kazusa. Après la fin du conflit et l'abolition du système han en juillet 1871, le domaine de Tateyama devient la préfecture de Tateyama qui fusionne en novembre 1871 avec la préfecture de Kisarazu à la brève existence et qui devient elle-même une partie de la préfecture de Chiba.

## Liste des daimyōs
- Clan Satomi (tozama) 1590-1614

| # | Nom                          | Dates     | Titre       | Rang                    | Revenus      |
| - | ---------------------------- | --------- | ----------- | ----------------------- | ------------ |
| 1 | Satomi Yoshiyasu (里見 義康) | 1590-1603 | Awa-no-kami | 4e inférieur (従四位下) | 121 000 koku |
| 2 | Satomi Tadayoshi (里見 忠義) | 1603-1614 | Awa-no-kami | 4e inférieur (従四位下) | 121 000 koku |

- Clan Inaba (fudai daimyo) 1781-1871

| # | Nom                         | Dates     | Titre           | Rang                    | Revenus              |
| - | --------------------------- | --------- | --------------- | ----------------------- | -------------------- |
| 1 | Inaba Masaaki (稲葉 正明)   | 1781-1789 | Echizen-no-kami | 5e inférieur (従五位下) | 10 000 → 13 000 koku |
| 2 | Inaba Masatake (稲葉 正武)  | 1789-1812 | Harima-no-kami  | 5e inférieur (従五位下) | 13 000 → 10 000 koku |
| 3 | Inaba Masamori (稲葉正盛)   | 1812-1819 | Harima-no-kami  | 5e inférieur (従五位下) | 10 000 koku          |
| 4 | Inaba Masami (稲葉 正巳)    | 1820-1864 | Hyobu-daisuke   | 4e inférieur (従四位下) | 10 000 koku          |
| 5 | Inaba Masayoshi (稲葉 正善) | 1864-1871 | Bingo-no-kami   | 5e inférieur (従五位下) | 10 000 koku          |

## Source de la traduction
- (en) Cet article est partiellement ou en totalité issu de l’article de Wikipédia en anglais intitulé « Tateyama Domain » (voir la liste des auteurs).